# San Carlos de Guaroa (kommun)
San Carlos de Guaroa är en kommun i Colombia.   Den ligger i departementet Meta, i den centrala delen av landet, 130 km sydost om huvudstaden Bogotá. Antalet invånare är 6 602.